# Districtul Csongrád
Csongrád (în maghiară Csongrádi járás) este un district în județul Csongrád, Ungaria.
Districtul are o suprafață de 339,24 km2 și o populație de 22.697 locuitori (2013).